# Baydarlı
Baydarlı è un comune dell'Azerbaigian situato nel distretto di Qax. Conta una popolazione di 368 abitanti.